# チームKII 6th Stage「0start」
『チームKII 6th Stage「0start」』（チームケーツー シックスス ステージ リスタート） は、SKE48チームKII劇場公演の6th Stageである。

## 概要
SKE48チームKIIの6th公演である。「RESET」公演をベースに、オープニングアクト、新ユニット曲およびアンコール曲を組み合わせた公演である。

## 公演内容

### 曲目
オープニングアクト
1. マツムラブ!
（作詞：指原莉乃、作曲：川浦正大、編曲：野中"まさ"雄一）

本編
1. overture
（作曲・編曲：尾澤拓実、歌：TAZ）
全SKE48公演共通である。
2. RESET
（作詞：秋元康、作曲：俊龍、編曲：Sizuk）
3. 洗濯物たち
（作詞：秋元康、作曲：平沢敦士、編曲：梅堀淳）
4. 彼女になれますか?
（作詞：秋元康、作編曲：野中"まさ"雄一）
5. ウッホウッホホ
（作詞：秋元康、作曲：Jupiter、編曲：Funta7）
6. 残念少女
（作詞：秋元康、作編曲：野中"まさ"雄一）
7. Bye Bye Bye
（作詞：秋元康、作曲：近藤薫、編曲：原田卓也）
8. ハートの独占権
（作詞：秋元康、作編曲：増田武史）
9. 君について
（作詞：秋元康、作曲：青野ゆかり、編曲：佐々木裕）
10. MARIA
（作詞：秋元康、作曲：上杉洋史、編曲：Funta7）
11. 毒蜘蛛
（作詞：秋元康、作曲：篤永猛彦、編曲：百石元）
12. オケラ
（作詞：秋元康、作曲：春行、編曲：武藤星児）
13. ホワイトデーには…
（作詞：秋元康、作曲：俊龍、編曲：QuinN）
14. ジグソーパズル48
（作詞：秋元康、作曲：カワノミチオ、編曲：樫原伸彦）

アンコール
1. 星空のミステイク
（作詞：秋元康、作曲：吉田将樹、編曲：市川裕一）
2. 夢の鐘
（作詞：秋元康、作曲：樫原伸彦、編曲：梅堀淳）
3. 引っ越しました
（作詞：秋元康、作曲：向井成一郎、編曲：野中"まさ"雄一）

ダブルアンコール
1. オキドキ
（作詞：秋元康、作曲：YUMA、編曲：武藤星児）

### 舞台
舞台中央に幅一間、奥行一間程度の、エプロンステージがある。

### 演出
- 公演開始前に、日替わり（抽選）で1名がオープニングアクトを務める。
- 「ウッホウッホホ」では、メンバー1人がゴリラの動きを真似たパフォーマンスを行う。
- 「ホワイトデーには…」では、椅子を使用する。
- 「引っ越しました」では、終盤に客席に向かってテープを投げる。

## SKE48 チームKII 6th Stage「0start」公演
- 公演期間：2016年6月3日 - [1]2018年6月24日
- 出演メンバー
青木詩織・荒井優希・石田安奈・内山命・江籠裕奈・大場美奈・小畑優奈・北野瑠華・白井琴望・惣田紗莉渚・高木由麻奈・髙塚夏生・高柳明音・竹内彩姫・日高優月・古畑奈和・松村香織・水野愛理
※高木は2016年6月8日の公演から参加。

- ユニット曲担当（☆はセンター、各曲各ポジションから一名ずつ出演）
  - 残念少女
    - 青木
    - ☆小畑
    - 竹内・水野

  - Bye Bye Bye
    - 北野
    - 白井
    - ☆惣田

  - ハートの独占権
    - 江籠
    - 高柳

  - 君について
    - 荒井
    - 石田
    - ☆大場
    - 髙塚・高木
    - 松村・高木

  - MARIA
    - 内山
    - 日高
    - ☆古畑